# Fabian Holmgren
Fabian Wilhelm Holmgren, född 10 oktober 1800 i Stockholm, död 20 oktober 1847 i Örebro, var en svensk tecknare och bokhandlare.
Holmgren var först anställd vid Karl XIII:s hovförvaltning men etablerade senare en bokhandel och stentryckeri på Storkyrkobrinken 2 i Stockholm som han drev 1822-1826. Han utgav månadspublikationerna Repertorium för Swenska Bokhandeln, Porträtt Galleri af swenska lärde, snillen och konstnärer, Euterpe samt den vittra halvveckotidningen Freya. Han anställdes senare av bokförläggaren Nils Magnus Lindh i Örebro.